# 科特赖特
科特赖特（英語：Kortright）是位于美国纽约州特拉华县的一个镇，地处特拉华县北部。2010年美国人口普查时，该镇有1675人。科特赖特镇于1793年从哈珀斯菲尔德镇分出，正式建立。